# 莎姆·范尼嫩
莎姆·范尼嫩（荷蘭語：Sam van Nunen，2001年3月15日—），荷兰女子游泳运动员，最初同时练习体操和游泳，后来改为专攻游泳。她曾获得2023年世界杯柏林站女子4×100米自由泳接力铜牌、2025年世界游泳锦标赛女子4×100米自由泳接力铜牌。